# Sántha Károly
Sántha Károly (Kecskemét, 1840. október 22. – Budapest, 1928. szeptember 7.) evangélikus lelkész, költő, egyházi író.

## Életpályája
Sántha Sándor szűcs-iparos és Devossa Klára fia. Gimnáziumi tanulmányait szülővárosában végezte, az V. osztály kivételével, melyben Sopronban tanult. Kecskeméti tanárai közül Bulcsú Károly és Obernyik Károly buzdították a költészetre. A teológiai tanfolyamot Pesten, az akkor még egyesült protestáns teológiai intézetben végezte.
1866-ban sárszentlőrinci káplán, 1867 tavaszán tolnanémedi, 1868 őszén sandi, 1870-ben várpalotai, 1876. június 23-án sárszentlőrinci rendes lelkész lett. Egy ideig az egyházmegyei főjegyzői tisztet is viselte. 1895-ben a dunántúli evangélikus kerületben püspökjelölt volt.
Székács József és Karsay Sándor ösztönzésére egyházi énekeket írt, javított és fordított, versben és prózában imákat is. Szorgalmas munkatársa volt minden protestáns lapnak vagy folyóiratnak. Költeményei a Hölgyfutárban (1861., 1863.); a Vasárnapi Ujságban (1862., 1863., 1895., 1899., cikkek 1887. 35. sz. Karsay Sándor evangélikus püspök jubileuma, 1895. 32. sz. A bonyhádi evangélikus algymnasium negyedszázados ünnepe); a Váradban (1864. Költ.); cikkek az Egyházi Reformban (1871. Menjünk be az iskolába, Pünkösd táján, A veszprém-palotai fiókegyletről, 1873. Énekügyünk, A veszprém-palotai fiókegylet köréből, Karácson ünnepére, egyházi beszéd, Templomszenteléskor, 1874. Énekek); a Kalászok az életnek kenyeréhez (papi dolgozatok); Protestáns Egyházi és Iskolai Lapban (Költ. 1882-83., 1885-88., 1890-92., cikkek: 1876. Újra a Vasárnap megszenteléséről, 1879. A protestáns papság, 1880. A törvény, 1881. A gyermekhalandóság, 1883. Könyvismertetés,  stb.); a Képes Családi Lapokban (1891-93., 1895. Költ.); a Protestáns Papban (1899. 8. sz. Petőfi emlékezete); írt még költeményeket Arany János Koszorújába, a Magyarország és a Nagyvilágba, a Magyar Szemlébe. Katona József születésének százados évfordulója alkalmából az ő ódája nyerte meg a kitűzött 20 darab arany pályadíjat.

## Munkái
- Egyházi költemények. Kecskemét, 1869.
- Buzgóság könyve. Bpest, 1888. (Ism. Prot. Egyh. és Isk. Lap.)
- Jó gyermekek verses könyve. Karácsonyi és újévi ajándékul. Uo. 1888.
- Egyházi beszéd. Elmondta a dunántúli ág. hitv. egyházkerület közgyűlésén 1890. aug. 13. Bonyhádon. Sopron, 1890.
- Őrangyal. Imakönyv prot. ifjak és lányok, különösen konfirmáltak számára. Bpest, 1896.
- Költemények. Uo. 1897. (Ism. 1898. M. Szemle 3. sz., Vasárnapi Ujság 1. sz.).
- Adventi bőjti imák. (Feyér György «tanításaival» együtt kiadva.) Brassó, 1898.
- Konfirmácziói áldások. Alkalmi versek és bibliai idézetek. Bpest, 1899. (Különny. az Evangelikus Családi Lapból).
- Zsivora György, a nagy emberbarát. Uo. 1899. (Luther-Társaság kiadványa 37.)
- Szent hangok. Uo. 1899.
- Romlásfalva. Uo. 1899. (Koszorú 51.)
- Szent hangzatok. Uo. 1899. (Koszorú 57.)
- Olajfalevelek. Bpest, 1901. (Versek. Luther-Társaság kiadványa 36.)
- Hárfahangok. Uo. 1905. (Koszorú 117.)
- Háborús idők imádságos könyve (Bp., 1916).